# Slaget ved Rymnik
Slaget ved Rymnik (tyrkisk: Boze Savaşı) fandt sted den 22. september 1789 i Valakiet nær floden Râmnicu Sărat (i dag i Rumænien) under den Den russisk-tyrkiske krig (1787-1792). Den russiske general Aleksandr Suvorov angreb sammen med den habsburgske general Josias von Coburg en osmannisk hær under storvesir Cenaze Hasan Pasha. Resultatet var en knusende russisk-østrigsk sejr.

## Baggrund
Den osmanniske storvesir Cenaze Hasan Pasha samlede i september 1789 en hær på mere end 100.000 mand, hvoraf hovedparten bestod af janitsharer Målet var at besejre de russisk-østrigske hære, der var under kommando af Suvorov og von Coburg og derved opnå revanche for de osmanniske styrkers nederlag ved slaget om Focșani. Storvesiren angreb med sin hær den østrigske hærs 18.000 mand. Storvesiren forventede, at den numerisk overlegne hær ville opnå en nem sejr, særlig også grundet østrigernes ringe resultater under krigen, særlig under slaget om Karánsebes. Suvorov var imidlertid blevet gjort bekendt med storvesirens planlagte angreb på østrigerne, og sendt sine 7.000 mand til at bistå i det kommende slag. Suvorovs mænd marcherede næsten 100 km på 2½ dag og ankom om aftenen under slaget. Som øverstkommanderende over de samlede russisk-østrigske tropper overtog Suvorov ledelsen af den russisk-østrigske hær under slaget.

## Slaget
Suvorov opdelte sin kombinerede hær i to dele, der næste formiddag angreb osmannerne. Den russisk-østrigske hær rykkede frem og indtog hurtigt de osmanniske stillinger. Osmannernes modangreb med kavaleri kunne ikke stoppe fremrykningen og kl. 17 blev osmannernes fæstning i området indtaget og kort efter blev det osmanniske hovedkvarter ligeledes indtaget. De resterende osmanniske tropper var tæt på at blive omringet, hvilket fik mange til at flygte over floden Rymnik, hvor de fleste druknede i forsøget på at komme over floden.
Den russisk-østrigske hær mistede 1.000 mand under slaget, men osmannerne mistede 20.000 mand samt alt artilleri og alle forsyninger.
Osmannerne trak sig herefter ud af Donaufyrstendømmerne, Moldavien og Valakiet.

## Efterspil
Aleksandr Suvorov blev af den russiske kejserinde Katharina den Store tildelt titlen "Greve af Rymnik" (граф Рымникский, Graf Rymnikskij) som anerkendelse af sin bedrift. På osmannernes side blev storvesir Cenaze Hasan Pasha afskediget efter nederlaget. Habsburgerne besatte hele Valakiet indtil krigens slutning.